# Municipio de Merrill (Míchigan)
El municipio de Merrill (en inglés: Merrill Township) es un municipio ubicado en el condado de Newaygo en el estado estadounidense de Míchigan. En el año 2010 tenía una población de 667 habitantes y una densidad poblacional de 7,18 personas por km².

## Geografía
El municipio de Merrill se encuentra ubicado en las coordenadas 43°40′47″N 85°52′21″O / 43.67972, -85.87250. Según la Oficina del Censo de los Estados Unidos, el municipio tiene una superficie total de 92.85 km², de la cual 82,68 km² corresponden a tierra firme y (10,95 %) 10,17 km² es agua.

## Demografía
Según el censo de 2010, había 667 personas residiendo en el municipio de Merrill. La densidad de población era de 7,18 hab./km². De los 667 habitantes, el municipio de Merrill estaba compuesto por el 76,01 % blancos, el 17,24 % eran afroamericanos, el 2,25 % eran amerindios, el 1,2 % eran de otras razas y el 3,3 % eran de una mezcla de razas. Del total de la población el 2,1 % eran hispanos o latinos de cualquier raza.